# Лім Чон Чхон
Лім Чон Чхон (23 червня 1978) — південнокорейський хокеїст на траві.
Срібний призер Олімпійських Ігор 2000 року.
Переможець Азійських ігор 2002 року.
Срібний призер Трофею чемпіонів 1999 року, бронзовий призер 2000 року.